# Cuart de Poblet
Cuart de Poblet (oficialmente en valenciano: Quart de Poblet) es un municipio de la Comunidad Valenciana, España. Pertenece a la provincia de Valencia y la comarca de Huerta Sur. Cuenta con 25 590 habitantes.

## Geografía
Integrado en la comarca de Huerta Sur valenciana, se encuentra a 7 kilómetros del centro de la capital provincial. El término municipal está atravesado por la autovía del Este entre los pK 342 y 350, así como por las autovías V-11, que da acceso al aeropuerto de Valencia, y la V-30, vía rápida de circunvalación de la ciudad de Valencia.
La superficie del término es completamente llana, oscilando la altitud entre los 30 y los 80 m. El río Turia cruza el término por el norte; por el oeste circula la rambla del Poyo. El núcleo urbano se alza a 40 m sobre el nivel del mar. El clima es mediterráneo, con lluvias en otoño y primavera; los vientos dominantes son los del oeste y el este.
Se puede acceder a esta localidad a través de las líneas 3, 5 y 9 de Metro Valencia y mediante los autobuses de las líneas L106, L150, L161, L165 y L260B de Metrobús.
| Noroeste: Ribarroja del Turia      | Norte: Manises y Paterna | Noreste: Valencia   |
| Oeste: Chiva y Ribarroja del Turia |                          | Este: Mislata       |
| Suroeste: Aldaya                   | Sur: Aldaya              | Sureste: Chirivella |

### Infraestructura viaria y accesos
Los principales ejes de tráfico rodado situados al oeste del área metropolitana de Valencia surcan el término municipal de Cuart de Poblet. Así, tanto el casco urbano como los numerosos polígonos industriales están conectados por autovía con municipios circundantes y otras carreteras de gran capacidad.
- La autovía A-3/E-901 Madrid-Valencia o Autovía del Este —antigua N-III— discurre longitudinalmente al sur de Cuart y proporciona tres accesos, uno de los cuales enlaza con el aeropuerto.[8]
- La autovía V-30 de circunvalación, paralela al nuevo cauce del río Turia, traza una línea diagonal entre el noroeste y el sureste de la localidad, mientras que la carretera V-11 sirve a Cuart y la conecta con la terminal del aeropuerto de Valencia. Otras carreteras locales, como la CV-408 y la CV-31, sirven de nexo, aunque fragmentado por las instalaciones industriales, con núcleos vecinos.[8]

La estación de ferrocarril de Renfe Operadora, en la antigua línea C-4 Valencia-Norte - Ribarroja del Turia fue adaptada a línea 5 de Ferrocarriles de la Generalidad Valenciana inaugurándose el 18 de abril de 2007 un nuevo tramo conectando Cuart de Poblet con la red del Metro de Valencia.

### Lugares de interés
Cuart de Poblet posee zonas de ocio abundantes, la mayoría ubicadas en torno a la avenida San Onofre. Otras están dedicadas al entretenimiento cultural (auditorio Molí de Vila, la cisterna árabe y la biblioteca municipal Enric Valor), a los parques y a las zonas verdes (parque del río Turia, conectado con los jardines del Turia, el antiguo cauce del río, hasta Villamarchante). También hay espacios dedicados al deporte (el polideportivo, dedicado especialmente al baloncesto, atletismo, balonmano, fútbol sala y natación, que se apoya en las infraestructuras de institutos y colegios como Faitanar, Riu Túria, Sagrado Corazón, Ramón Laporta, Villar Palasí y San Onofre, además del campo de fútbol del Quart F.C.). También se encuentra el parque natural del río Turia, con el centro de interpretación de naturaleza, en el cual se pueden avistar distintas especies de aves y todo tipo de animales.

### Localidades limítrofes
El término municipal de Cuart de Poblet limita con las localidades de Aldaya, Chirivella, Manises, Mislata, Paterna, Ribarroja del Turia y Valencia, todas ellas de la provincia de Valencia.

## Historia
Cuart de Poblet es probablemente de fundación romana. Su nombre tiene origen en el término latino quartum miliarium, que hace alusión a la distancia que lo separa de Valencia. Como vestigios de aquella época perviven restos del puente romano, el jaciment dels Basses en el barranco de Chiva y el Acueducto Els Arquets
No obstante, fue en la Edad Media cuando sus gentes se convirtieron en protagonistas de importantes hechos en la historia de Valencia: Rodrigo Díaz de Vivar, el Cid Campeador, encabezó en Cuart de Poblet una significativa batalla en 1094 contra las fuerzas almorávides, cuya historia aparece reflejada en el Cantar de Mío Cid. En aquella época, esta población valenciana contaba con una torre de alquería, un recinto amurallado y una cisterna árabe, que es la única construcción que se conserva de esta época.
Tras la Reconquista, ya en el siglo XIII, el rey Jaime I de Aragón donó el Castillo, la Villa de Cuart y la alquería de Aldaya al Priorato del Hospital de San Vicente de la Roqueta. De hecho, en el Libro del Reparto -folio 78.º, asiento n.º 1472- consta que, el 7 de enero de 1244, Jaime I dijo textualmente: «A Sant Vicent, el Castell y la Vila de Quart, i l'alcria de Ladea -Aldaya-»).

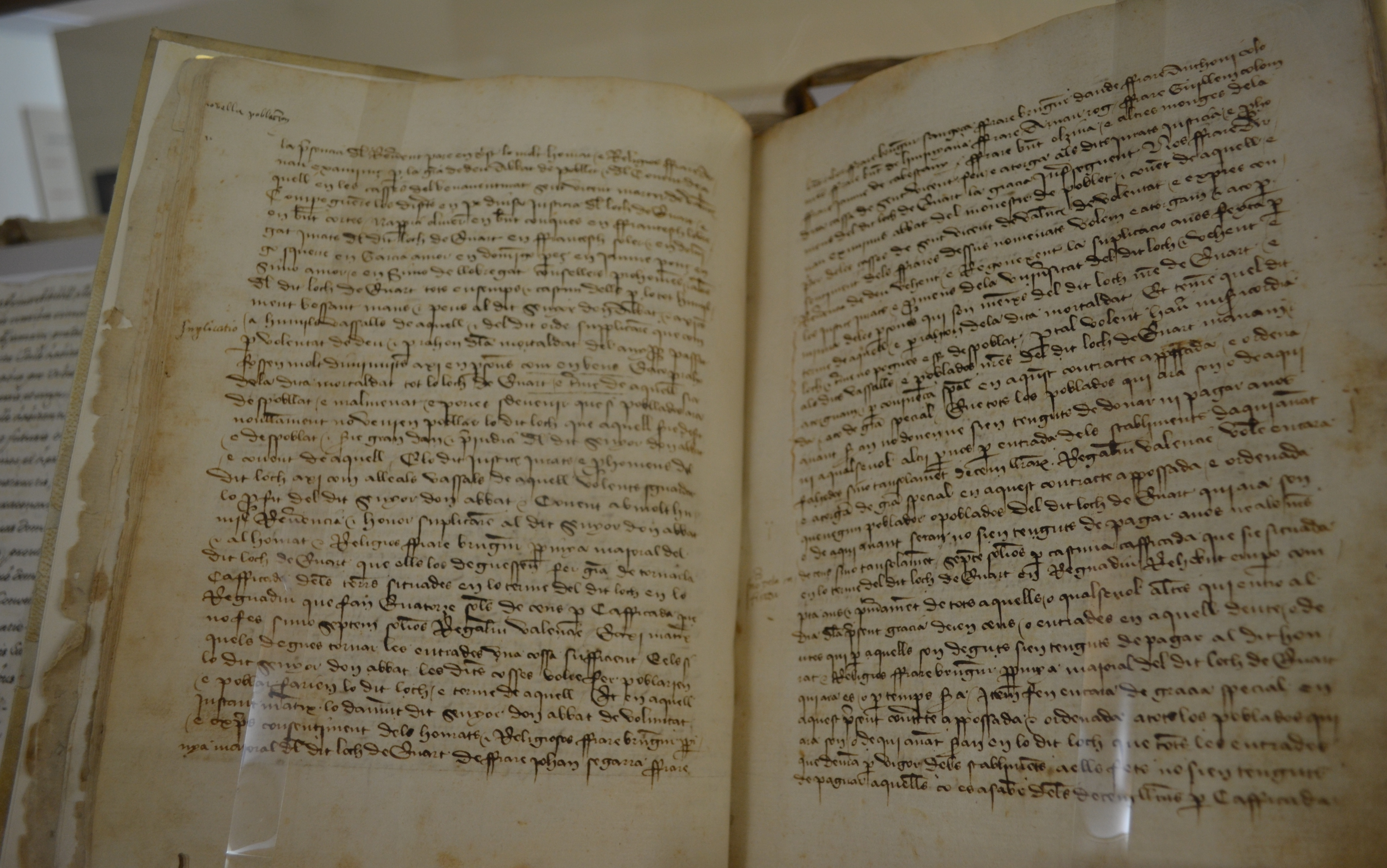
Reforma de la carta puebla de Cuart de Poblet (1349)

En 1287, Cuart, tal y como decidió del rey Alfonso II, pasó a pertenecer al Monasterio de Santa María de Poblet, que estaba bajo jurisdicción de la Orden del Císter y del que dependía el de San Vicente de la Roqueta. En ese momento, Cuart contaba con una población de 130 casas de cristianos viejos. De hecho, un monje de San Vicente continuó siendo el mayoral del pueblo, aunque a veces cedía sus tarea al alcalde.
En 1332, el rey Alfonso IV permitió al abad de Poblet, Ponç de Copons, expulsar a los mudéjares y en 1334 otorgó la carta de poblamiento a 52 familias de Cataluña y Aragón, que hicieron de Cuart de Poblet su nuevo hogar. Esta carta consagró el nacimiento de la actual ciudad. La dependencia del monasterio Poblet se mantuvo hasta la desamortización llevada a cabo por Juan Álvarez Mendizábal en 1835. A modo de herencia que quedó de este periodo, donde el monasterio fue señor feudal de las tierras y de los inmuebles de Cuart, el municipio incorporó «de Poblet» a su toponimia.
Volviendo al siglo XIV, en él se construyó la iglesia parroquial de la Purísima Concepción. Ésta fue reedificada en el siglo XVIII en estilo barroco. Además, se ubica también entre 1310 y 1320 la construcción de la ermita de San Onofre, después de que, según los frailes y cronistas de la época, se le apareciera un santo al molinero del pueblo en ese momento. Este hecho supone la primera manifestación de devoción escrita hacia San Onofre.
En la rebelión de las Germanías en el siglo XVI, Cuart fue el encargado de albergar el 20 de mayo de 1520 la reunión de la Junta de los Trece -órgano de gobierno de la Germanía- junto al virrey Diego Hurtado de Mendoza. En el siglo XVII, la Sublevación de Cataluña afectó directamente al Priorato de San Vicente de la Roqueta y, por lo tanto, a Cuart de Poblet. Es por ello que Felipe IV ordenó confiscar todos los bienes que los catalanes tuvieran fuera del Principado. El 14 de febrero de 1642, la jurisdicción y las rentas de Nuestra Señora de Poblet en Cuart y Aldaya permanecieron bajo secuestro durante nueve años. En el mismo siglo, en 1630, reunidos el párroco de Cuart, fieles y jurados del Consejo, acordaron proclamar a la Virgen de la Luz patrona de la Villa.
El siglo XVIII fue una de las épocas oscuras de Cuart de Poblet, debido a la guerra de Sucesión entre Felipe V de Borbón y el archiduque Carlos de Austria. Cuart dio su apoyo al archiduque Carlos, y esto hizo que cuando el ejército borbónico entró en el municipio, como venganza saquearon e incendiaron todas las casas. La victoria de Felipe V en Almansa en 1707 trajo consigo una serie de reformas y represalias. La que más afectó a Cuart de Poblet fue la expulsión de los monjes del priorato de San Vicente de la Roqueta y el embargo de sus dominios en Cuart y Aldaya por su apoyo al archiduque Carlos. Las poblaciones de Aldaya y Cuart de Poblet desde 1287 habían integrado un señorío perteneciente al priorato de San Vicente de la Roqueta, pero en el año 1798 Aldaya ganó el juicio que obligaba a la separación del término, y por lo tanto ambas poblaciones dejaron de estar juntas.
La Passejà de San Onofre, una de las tradiciones religiosas más arraigadas en Cuart de Poblet, nace el 9 de junio de 1723 después de que el santo anacoreta fuera de capaz de poner fin a una época de sequías.

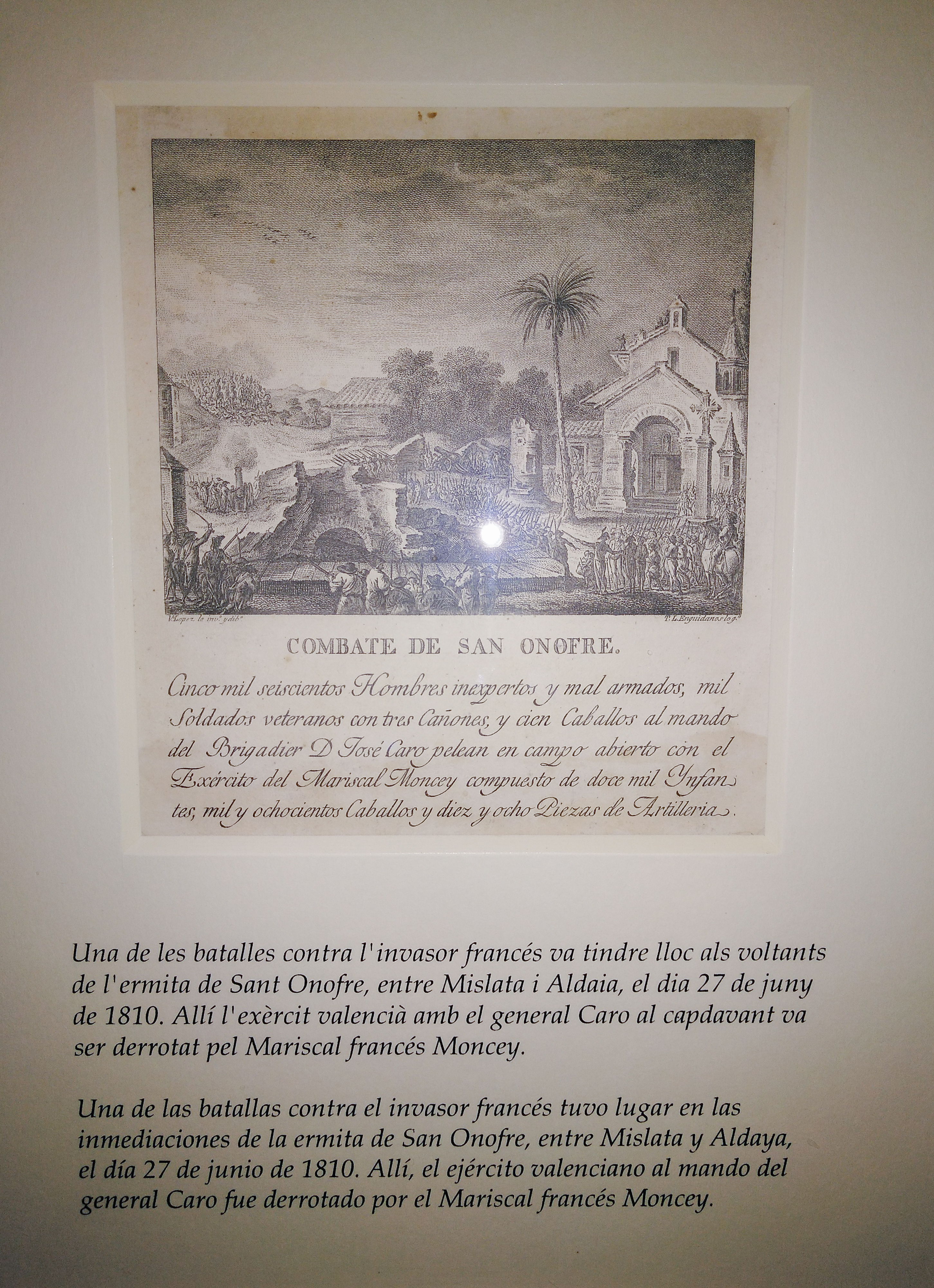
Combate de San Onofre. Lámina conservada en el Palacio de Cervelló (Valencia)

A lo largo del siglo XIX, los habitantes de Cuart de Poblet participaron en la Guerra de la Independencia (Combate de San Onofre), en la que no dudaron en enfrentarse a las tropas napoleónicas en la llamada Batalla de San Onofre (27 de junio de 1808) librada en la zona de la ermita.
También en el siglo XIX, el Papa León XIII declaró a San Onofre, al que se atribuye el milagro del fin de una epidemia de cólera en 1885, patrón principal de la Villa. Asimismo, fueron fundadas la Agrupación Musical La Amistad y la Cooperativa San José. Por otro lado, el 23 de mayo de 1889 un silbato anunció a la población el paso, por primera vez, del tren de la línea de cercanías Valencia-Ribarroja del Turia.
Gracias también a las revoluciones liberales que hubo en este siglo, Cuart de Poblet puso fin a los monopolios señoriales que ocupaban las tierras del municipio. Esto permitió avances técnicos en la forma de tratar dichas tierras permitiendo mayor productividad e ingresos, lo que hizo que también se invierta en nuevos sectores económicos.
Con la llegada del siglo XX, Cuart de Poblet inició varias construcciones de viviendas e inmuebles para acoger a toda esa población que llegaba de fuera. Juan Bautista Valldecabres o Pepe Alcàcer Hueso fueron las personas encargadas de dichas construcciones.
Además de la construcción, a caballo entre el siglo XIX y el siglo XX, Cuart de Poblet inició su expansión hacia la industria ladrillera y ceramista. Además, se implantaron nuevas normas higiénicas, urbanísticas y sociopolíticas como la construcción de nuevas carreteras o la mencionada llegada del tren de cercanías a la ciudad. Estos factores propiciaron un crecimiento demográfico del municipio impulsado por la llegada de españoles oriundos de zonas de interior que venían a trabajar de sus pueblos a trabajar en las fábricas.
Aunque la vida social estaba en auge, los problemas políticos también estaban vigentes. Un claro ejemplo es el asesinato del alcalde Juan Bautista Valldecabres en diciembre de 1873 o el asesinato en teoría dos miembros del bando conservador y dos heridos de los liberales, este hecho tiene lugar el 13 de abril de 1902 y se le conoce como La Nit dels morts. En 1931 tras las elecciones, llegó la II República. La encargada de alzar la bandera tricolor en lo alto del ayuntamiento fue una mujer, Blanca Viguer.
El 18 de julio de 1936 se inició la Guerra Civil en España, un hecho que cambió la vida de los ciudadanos de Cuart. Como recuerdo de esa época, se encuentra el refugio antiaéreo de la Plaça la Creu para refugiarse de los bombardeos de la aviación rebelde. El 1 de abril de 1939 se ponía fin a la Guerra Civil y se establecía la dictadura militar del general Franco hasta 1975.
Ya en el segundo periodo del siglo XX, el municipio se convirtió en el punto de inicio del llamado Plan Sur, que supuso el desvío del río Turia tras la trágica riada de 1957 con el objetivo de que no atravesara Valencia. Por su término discurre la autovía A-3, que une Valencia y Madrid, lo que ha propiciado el desarrollo de uno de los polígonos industriales más importantes de la provincia y un importante cambio poblacional. Si a principios de los años 1960, Cuart de Poblet contaba con poco más de cinco mil habitantes; diez años después la llegada de personas procedentes principalmente de Andalucía, Aragón, Región de Murcia y Castilla-La Mancha, disparaba aquella cifra y la situaba en los actuales casi 26 000 habitantes.
El 19 de abril de 1979 se constituyó en Cuart de Poblet el primer ayuntamiento democrático después de la guerra civil española de 1936, el cual estuvo encabezado por Onofre Colomer Mateu. Desde entonces, los gobiernos municipales han ido proporcionando distintos servicios sociales. En los años 80, se sustituyó todo el alumbrado y se terminó de asfaltar las calles. Además, se adquirió el edificio de la casa de la cultura y se inauguró el centro de servicios sociales, sanidad y consumo. En los 90, se crearon diversos centros de educación y deporte públicos, además del auditorio del Molí de Vila. Como curiosidad, en 1992 Cuart de Poblet se hermanó con la localidad francesa de Champs-Sur-Mane.
A principios del siglo XXI, Cuart de Poblet vivió un momento histórico con la finalización de las obras de soterramiento de la línea 5 de Metrovalencia a lo largo del municipio. Esto supuso la desaparición de las vías de la línea C4 de Cercanías Valencia entre Vara de Cuart y Cuart de Poblet, dejando así sin conexión por ferrocarril el municipio con Chirivella pero conectando el aeropuerto de Valencia y los núcleos urbanos de Cuart de Poblet y Manises en poco más de 15 minutos con el centro de Valencia. En 2011, Cuart de Poblet hizo historia al albergar el primer y único Centro de Comunicaciones y Datos para las misiones de paz de la ONU en España.

## Barrios y pedanías
En el término municipal de Cuart de Poblet se encuentran también los siguientes núcleos de población:[cita requerida]
- Barrio San Jerónimo (barriada compartida con el municipio vecino de Manises).
- Barrio del Cristo (barriada compartida con el municipio vecino de Aldaya).
- Barrio San José.

## Demografía
Cuart de Poblet cuenta con una población de 26 304 habitantes (INE 2024).
| Gráfica de evolución demográfica de Cuart de Poblet entre 1842 y 2021                                               |
| |
| Población de derecho según los censos de población del INE Población de hecho según los censos de población del INE |

## Economía

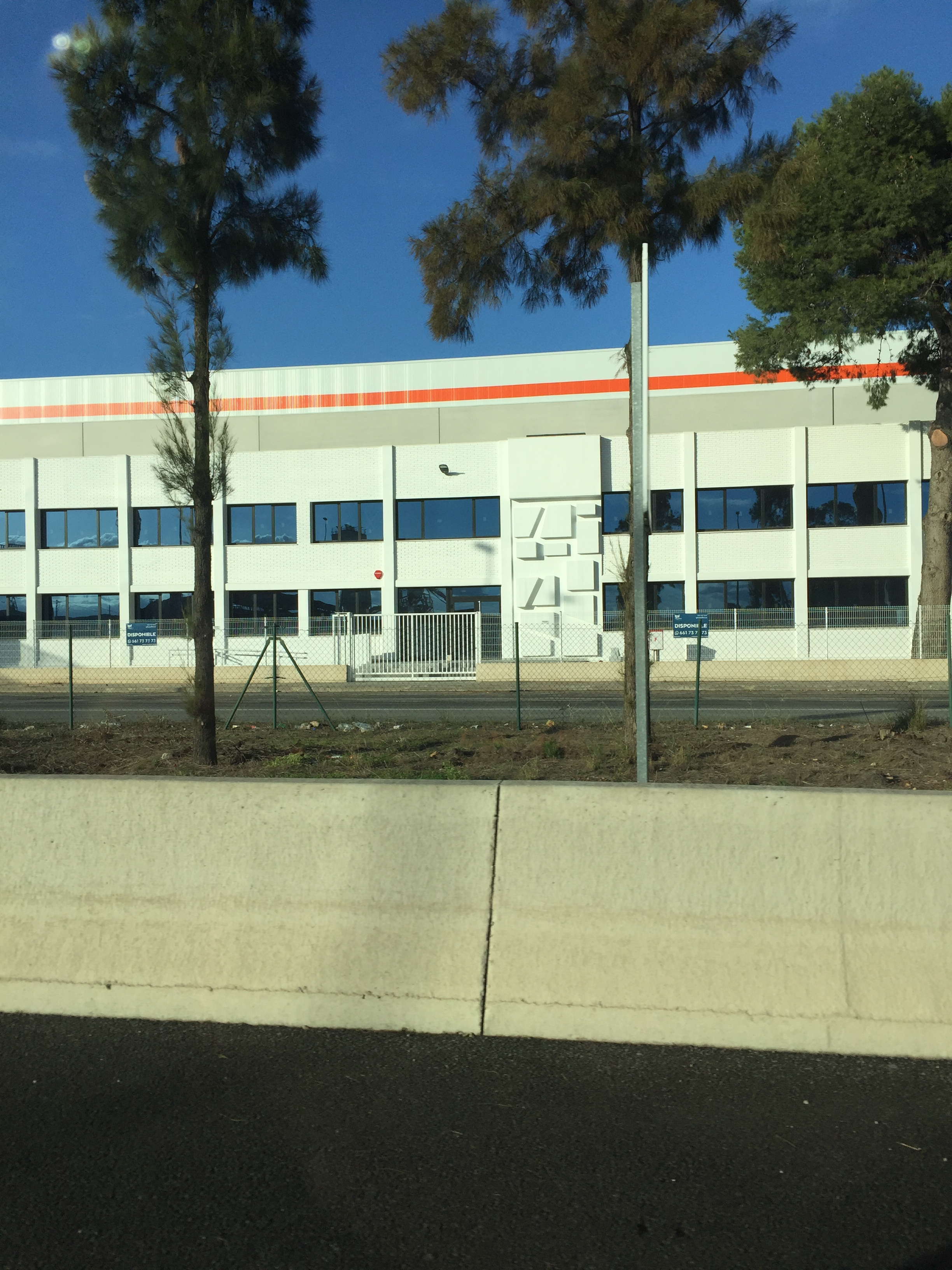
Edificio en los polígonos de la A3. Este en concreto se edificó en los años 1970 para una empresa de secaderos de madera y desde entonces se ha empleado para distintos cometidos

La economía de Cuart de Poblet ha ido transformándose conforme han pasado los años y los siglos. La actividad agraria se mantuvo como base económica del municipio hasta la segunda mitad el siglo XX. A partir de entonces, la demanda de suelo para albergar el proceso de industrialización y el asentamiento de la función residencial provocó el cambio en el organigrama económico de la ciudad. De esta manera, a principios del actual siglo, así era la representación económica por sectores de Cuart: la agricultura copa a un 1,4 % de la ocupación, los servicios un 55,7 %, la industria un 28,6 % y la construcción un 14,3 %.

#### Sector agrario
Respecto a la agricultura, las hortalizas se han convertido en la producción más importante entre los cultivos herbáceos del término municipal a pesar de su acelerado decrecimiento en los últimos 50 años. Aun así, prevalecen cosechas de autoconsumo como la lechugas y otros cultivos como patatas, cebollas, repollos o coliflores. No obstante, la producción agrícola principal son los cultivos leñosos de regadío, especialmente los naranjos (entre otros cítricos). De los leñosos de secano, destaca el cultivo de algarrobos, árboles frutales, viñedos y olivos. En cuanto a la ganadería, su contribución ha sido escasa a la economía local debido a la histórica dedicación al cultivo de tierras y el posterior auge residencial e industrial en Cuart de Poblet.

#### Sector industrial
El sector industrial es el motor de la economía cuartana desde su arranque hace 60 años. Las primeras crónicas, en el siglo XVIII, comentan que los primeros talleres e industrias manufactureras en Quart se dedicaron a la alfarería de elementos cotidianos (platos, cazuelas, pucheros), la seda y la fabricación de ladrillos y azulejos. A partir de los años sesenta del siglo XX, la localidad experimentó un acelerado crecimiento industrial a consecuencia de la descentralización industrial y residencial de la ciudad de Valencia. Las empresas colocaron a ubicarse a lo largo de la N-III alrededor de los barrios de San José y del Cristo. Por ejemplo, algunas de las primeras en instalarse fueron Coca-Cola y Colchón Flex. En los setenta, la metalurgia cogió peso en la industria de la ciudad. Dos décadas después, en los noventa, buena parte de las inversiones en el municipio se dedicaron al sector alimentario y al de los materiales de transporte.
Actualmente, en el siglo XXI, Cuart de Poblet es una de las poblaciones del AMV (área metropolitana de Valencia) con mayor número de empresas y ocupados en la industria. Los principales subsectores industriales de la ciudad son el manufacturero y el constructivo, pues entre los dos abarcan tres cuartos del total de licencias en el sector. Por debajo de ellos se encuentran las empresas de transformación de metales y mecánica de precisión. En el tercer escalón se ubican las industrias extractivas y de transformación minera, energética y derivados, además de algunas industrias químicas.

#### Sector terciario: servicios y comercio
A principios de la década de los setenta del siglo XX, el sector terciario ocupaba a menos de cuarta parte de los trabajadores de Cuart de Poblet. Los empleos de este sector se dedicaban a la hostelería, algunos talleres de reparación y a servicios específicos como la administración y los seguros. Sin embargo, a partir de los años noventa, el incremento industrial y residencial del municipio disparó la productividad del sector terciario, que pasó a representar el 45 % de la ocupación. El comercio se transformó y dejó de tener un carácter tradicional y minorista para desarrollar una red de locales dispuesta a atender las necesidades de una creciente población y actividad empresarial.
En la actualidad, el sector terciario representa a cerca de un 50 % del total de la ocupación, similar a las cifras de principios de siglos a pesar de la competencia con las grandes superficies comerciales. Respecto al reparto actual del sector, el comercio supone un 73 %. Los subsectores que resaltan son las tiendas de ropa, las peluquerías, las carnicerías, las panaderías o las fruterías, entre otros. Le sigue la hostelería y la restauración con un 19 % y los servicios con un 8 %. Acerca de este último, destacan subsectores como las agencias de viaje, las inmobiliarias, los servicios deportivo-culturales o los transportes y comunicaciones.

### Comunicaciones
Desde Valencia, se accede a esta localidad por carretera a través de la A-3 y la V-11. Por transporte público es también accesible a través de las líneas 3 (Rafelbunyol - Aeroport), 5 (Marítim Serrería - Aeroport) y 9 (Alboraya-Peris Aragó - Riba-roja de Túria) del metro de Valencia y de las líneas líneas L106, L150, L161, L165 y L260B
Hay 2 estaciones de metro en la localidad:
- Quart de Poblet
- Faitanar

La zona oeste del término municipal está servida por la estación Salt de l’Aigua, ubicada en el límite entre Cuart de Poblet y Manises.
Circulan cinco líneas de autobús (MetroBus) por el término municipal: 
| Línea | Trayecto                                                                                                | Frecuencia (min.)           |
| ----- | --- | --------------------------- |
| 106   | Torrente - Alacuás - Aldaya - C.C. Bonaire - Barrio del Cristo - Aeropuerto - Manises - Cuart de Poblet | 30-45                       |
| 150   | Valencia - Mislata - Cuart de Poblet - Manises - Aeropuerto                                             | 35                          |
| 161   | Valencia - Barrio de la Luz - Chirivella - Alacuás - Aldaya - Barrio del Cristo - Cuart de Poblet       | 15-20                       |
| 165   | Cuart de Poblet - Manises - Paterna - Burjassot                                                         | 70                          |
| 260B  | Valencia - Mislata - Cuart de Poblet - Base Aérea - Urbanización Miralcampo - Godelleta - Turís         | Únicamente pasa a las 7:30h |

## Administración y política
| Período   | Nombre                                                             | Partido   |
| --------- | ------------------------------------------------------------------ | --------- |
| 1979-1983 | Onofre Colomer Mateu (1979-1981) Ramón Segarra Asensio (1981-1983) | PSPV-PSOE |
| 1983-1987 | Ramón Segarra Asensio                                              | PSPV-PSOE |
| 1987-1991 | Ramón Segarra Asensio                                              | PSPV-PSOE |
| 1991-1995 | Ramón Segarra Asensio                                              | PSPV-PSOE |
| 1995-1999 | Ramón Segarra Asensio                                              | PSPV-PSOE |
| 1999-2003 | Carmen Martínez Ramírez                                            | PSPV-PSOE |
| 2003-2007 | Carmen Martínez Ramírez                                            | PSPV-PSOE |
| 2007-2011 | Carmen Martínez Ramírez                                            | PSPV-PSOE |
| 2011-2015 | Carmen Martínez Ramírez                                            | PSPV-PSOE |
| 2015-2019 | Carmen Martínez Ramírez                                            | PSPV-PSOE |
| 2019-2023 | Carmen Martínez Ramírez                                            | PSPV-PSOE |
| 2023-act. | Cristina Mora Luján                                                | PSPV-PSOE |

### Órganos de gobierno
En Cuart de Poblet existen órganos políticos de carácter decisorio y órganos que tienen funciones consultivas, fiscalizadoras y de coordinación.

#### Colegiados
- Pleno municipal
- Junta de Gobierno Local

#### Unipersonales
- Alcaldesa
- Tenientes de alcalde - Concejalesy delegados
- Corporación municipal

#### Órganos de representación, asesoramiento y control
- Junta de Portavoces
- Comisiones Informativas

## Patrimonio

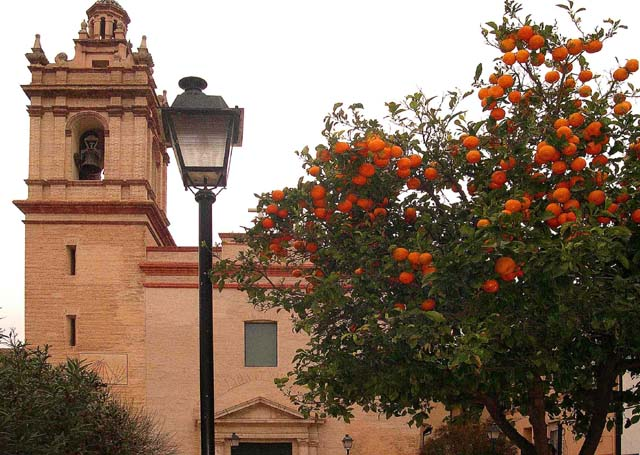
Plaza de la Iglesia

- Iglesia parroquial. Está dedicada a la Purísima Concepción. Construida a principios del siglo XIV, fue uno de los edificios más importante del municipio. Primeramente se encontraba bajo la advocación de iglesia de Santa María, pero el auge de población obligó a construir un nuevo edificio, el que se conoce hoy en día dedicado a la Purísima Concepción. Templo de una sola nave con capillas laterales. En el altar se encuentra uno de los puntos de mayor interés, el retablo, réplica hecha en 1966, ya que la obra original datada del siglo XVII se perdió en la Guerra Civil. En el año 1916 tiene lugar una restauración en el interior del templo. Fue declarada Bien de Relevancia Local por ser un gran ejemplo de la arquitectura contra reformista del barroco valenciano.[38]
- Ermita de San Onofre. Dentro del ensanche urbano ha quedado esta ermita donde están las imágenes de los santos patronos: el titular y la Virgen de la Luz. Su construcción se estima que fue en el siglo XIV y a pesar de que ha sufrido restauraciones y modificaciones, sigue manteniendo un estilo barroco-rococó.[39]
- Cisterna árabe. Respecto al apartado monumental, lo más destacable de Cuart de Poblet es su cisterna árabe. En ella se almacenaba el agua para el uso de la población, se llenaba solo una vez al año, en enero. Este sistema de almacenamiento se utilizó hasta el siglo XX, cuando el municipio dotó de una red de agua potable. Actualmente se encuentra bajo la plaza de la iglesia y es una de las pocas infraestructuras de este estilo que hay en la Comunidad Valenciana. En 1981 fue declarada Bien de Interés Cultural.[40]

También están catalogados como Bienes de Interés Cultural:
- El Tramo histórico de la Acequia de Mislata: Acequia que nace en Mislata y llega hasta Cuart. Es la única acequia de Valencia que conserva su trazado y cajero originales. Es el segundo gran sistema hidráulico de Valencia.[41]
- El Azud del Repartiment: Conocido como La Cassola, es una obra de ingeniería hidráulica que se utilizó para la desviación del río Turia.[42]
- El Azud de la Acequia de Rascaña: Actualmente, está en desuso y recoge agua de El Azud del Repartiment. Antiguamente, regaba los campos de la zona.[43]

## Servicios
En Cuart de Poblet se pueden encontrar las siguientes instalaciones públicas: piscinas municipales de verano, gimnasio Ramón Laporta, frontones municipales, campo de fútbol municipal, campo municipal de tiro con arco, balneario urbano, pista polideportiva y de tenis en el CEIP Vilar, campo de tiro municipal, centro del Deporte, piscinas del polideportivo municipal, parque de calistenia del polideportivo municipal, juegos biosaludables y carril bici, pádel de San Onofre, parque recreativo deportivo, sala de cardio, sala de musculación, skatepark y pista de atletismo.
Además, tiene una biblioteca pública, la biblioteca pública municipal Enric Valor. En cuanto a la educación se encuentran los siguientes centros educativos:

### Centros de educación infantil
- Escuela infantil municipal Ninos
- El barco de Lulú
- Escuela infantil El Cuc
- Escuela infantil Mapi

### Centros de educación primaria
- CEIP La Constitución
- CEIP María Moliner
- CEIP San Onofre
- CEIP Molí d'Animeta
- Centre Privat Purísima Concepción
- Centre Privat Sagrado Corazón
- Centre Privat San Enrique

### Centros de educación secundaria
- Centre Privat Purísima Concepción
- Centre Privat Sagrado Corazón
- Centre Privat San Enrique
- IES La Senda
- IES Riu Túria

### Centros de bachiller
- IES La Senda
- IES Riu Túria

### Centros de ciclos formativos grado medio
- Centre Privat FP Solvam
- Centre Privat FP Tobalcaide
- CIPFP Faitanar

### Centros de ciclos formativos grado superior
- Centre Privat FP Solvam
- Centre Privat FP Tobalcaide
- CIPFP Faitanar

### Escuela Oficial de Idiomas
- Escuela Oficial de Idiomas

### Centros de música
- Centro de enseñanza profesional de música Mestre Molins
- Escuela privada de música Barrio del Cristo
- Escuela privada de música d'Educandos de L'Amistat
- Escuela privada de música La Unió de Quart de Poblet

### Centros de formación de personas adultas
- Centre Públic FPA Escola d'Adults

### Centros de educación especial
- CEIP San Onofre
- Centre privado Purísima Concepción
- Centre privado Sagrado Corazón
- Centre privado San Enrique

En cuanto a sanidad hay cuatro centros: El centro de salud de Cuart de Poblet, el centro de salud sexual y reproductiva de Cuart de Poblet y la unidad básica de rehabilitación del C. S. de Cuart de Poblet.
Hay seis centros del bienestar social, dos enfocados a menores, uno para personas con discapacidad, dos para personas mayores y uno para toda la población.

### Centros menores
- Centro de día de apoyo convivencial y educativo de menores Barrio del Cristo
- Centro de día de apoyo convivencial y educativo de menores Centre Obert

### Centro para personas con discapacidad
- Centro Ocupacional Quart de Poblet

### Centros para personas mayores
- Club de convivencia de Personas Mayores San Onofre
- Residencia P.M.D. el Amparo Cuart de Poblet

### Centro conjunto para toda la población
- Centro social de Quart de Poblet

## Cultura
- Societat Artístico-Musical La Unió de Cuart de Poblet: se constituyó el 25 de febrero de 1991 por un reducido grupo de músicos, familiares y amigos. La Unió cuenta con una Banda Sinfónica conformada por una plantilla de más de 100 músicos federados, una banda juvenil, una pequeña Orquesta y una formación de Jazz. Por supuesto, también se edifica desde su propia escuela de música, donde estudian alrededor de 150 alumnos.[47]
- Agrupación Musical La Amistad: declarada de Utilidad Pública en el 1979 por su labor cultural y educativa. Los primeros indicios de esta agrupación se remontan al año 1895, aunque hay otras fuente históricas fechan la fundación de la Agrupación en el año 1870, por aquel año se denominaba Sociedad Filarmónica de Quart de Poblet.[48]
- Asociación Musical Barrio del Cristo: fue fundada en el 1984 por los vecinos del barrio del Cristo. Actualmente, después de haber realizado varios conciertos y de haber compuesto el himno oficial del barrio, la asociación cuenta con una amplia escuela de música para gente de todos los rangos de edad.[49]
- Asociación Amigos de las Artes Plásticas 1971 [cita requerida]
- Banda de Cornetas y Tambores Mare Nostrum 2013 [cita requerida]
- Orfeón Veus Juntes 1975 [cita requerida]
- Grupo de Danzas de Cuart de Poblet 1978 [cita requerida]
- Escola Coral de Cuart de Poblet: surge en 1983 con el objetivo de crear una escuela para formar a los futuros coralistas del Orfeón Veus Juntes. Así mismo, el 20 de junio de 1984 dieron su primer concierto. Desde su creación hasta la actualidad, todos sus grupos han interpretado numerosas obras a nivel nacional e internacional.[50]
- Coro Farinelli 1995 [cita requerida]
- Asociación Cultural de Tambores y Dulzainas Va de Bó 1997 [cita requerida]
- Xaranga Xe com sona 2010 [cita requerida]

### Rutas
- Ruta del agua:[51] Es un recorrido que se organiza con el objetivo de descubrir los lugares representativos de Cuart de Poblet. Entre ellos, se visitan Las Lenguas de San Onofre, donde se separan las aguas de las acequias de Cuart y Benáger-Faitanar que riegan los cultivos de la zona.
- Ruta de Edificios emblemáticos:[52] Este itinerario propone un paseo por el casco urbano de Cuart de Poblet con el objetivo de conocer los edificios y lugares que son relevantes para la historia y el patrimonio. Tiene gran relevancia debido a que abarca desde la época romana hasta la actualidad.
- Ruta QDP 36/39:[53] Recorrido que identifica la ubicación de diversos lugares y edificios que tuvieron importancia durante el transcurso de la guerra civil española. Por ejemplo, se pueden encontrar refugios antiaéreos excavados en el subsuelo.

### Fiestas
Calendario anual de las festividades en el municipio de Cuart de Poblet.
- 5 de enero. Cabalgata de Reyes Magos.
- 17 de enero. Festividad de San Antonio Abad. Bendición de animales y reparto de panecillos bendecidos.
- 19 de marzo. Fallas de San José.
- Marzo. Actos del Medio Año de Moros y Cristianos.
- Marzo/abril. Semana Santa.
- 1 de mayo. Fiestas del barrio de San José.
- 1 de junio. Virgen de la Luz, patrona de la villa.
- 9 de junio. Procesión de San Onofre. Passetjà de Sant Onofre. Se celebra esta fiesta porque según los mayores, en la primavera del 1723, la situación de los ciudadanos del pueblo era extrema, debido a la sequía. El río, apenas llevaba agua, por eso cuando la tarde del 9 de junio se arremolinaron aguas, la gente del pueblo empezó a dar gracias a San Onofre, por haber escuchado sus peticiones.[55]
- 10 de junio. Festividad de San Onofre. Mercado en la avenida de San Onofre, concierto de la Agrupación Musical L'Amistat y procesión.
- Junio. Corpus Christi. Procesión religiosa que se traslada al domingo siguiente a la festividad.
- Finales de junio. Fiestas del barrio de San Jerónimo.
- Septiembre. Fiestas Mayores, Patronales, Populares y de Moros y Cristianos,

Fiestas Mayores Patronales, Populares y de Moros y Cristianos: Se celebran desde el viernes anterior al primer domingo del mes de septiembre. En estas fiestas hay varios eventos de ocio como los juegos de mesa, o eventos religiosos como La nit de la llum, donde los habitantes ofrecen su afecto y admiración a la Mare de Déu de la Llum, la patrona del pueblo.
- 9 de octubre. Día de la Comunidad Valenciana.
- Noviembre. Actos en honor de Santa Cecilia, patrona de la música.
- Diciembre. Navidad. Fireta de Nadal en el polideportivo.

#### Fiestas de Moros y Cristianos
Su origen se remonta a 1985. Se realizan en conmemoración de la batalla que el Mío Cid libró contra las tropas almorávides acaudilladas por Muhammad, sobrino del emir del norte de África Yusuf ibn Tashfin, en el Llano de Cuart, que supuso la liberación de Valencia de las amenazas musulmanas de aquella época por un breve período, amén de ser la primera derrota del ejército almorávide en la Península de manos cristianas.
Hoy en día, la fiesta se encuentra regida por la Asociación de fiesta de Moros y Cristianos de Cuart de Poblet, y está conformada por 9 comparsas.[cita requerida]
Bando Moro
- Faitanar
- Alí Ben Bufat
- Hussun Kaaba
- Almahà Ben Jové
- Al-bayrah

Bando Cristiano
- Piratas
- Guerreros del Cid
- Cruzados
- Mercenarios

Las fiesta se realiza los siguientes días:[cita requerida]
- Jueves (noche) Pregón de fiestas
- Viernes (noche) Estafeta, embajada mora, y batalla
- Sábado (mañana) Visita a las residencias de mayores y pasacalle-visita a las capitanías
- Sábado (noche) Entrada mora y cristiana
- Domingo (mañana) Desfile infantil
- Domingo (tarde) Alianza, estafeta, embajada cristiana, y batalla del Plà de Quart